# Bernadette Murphy

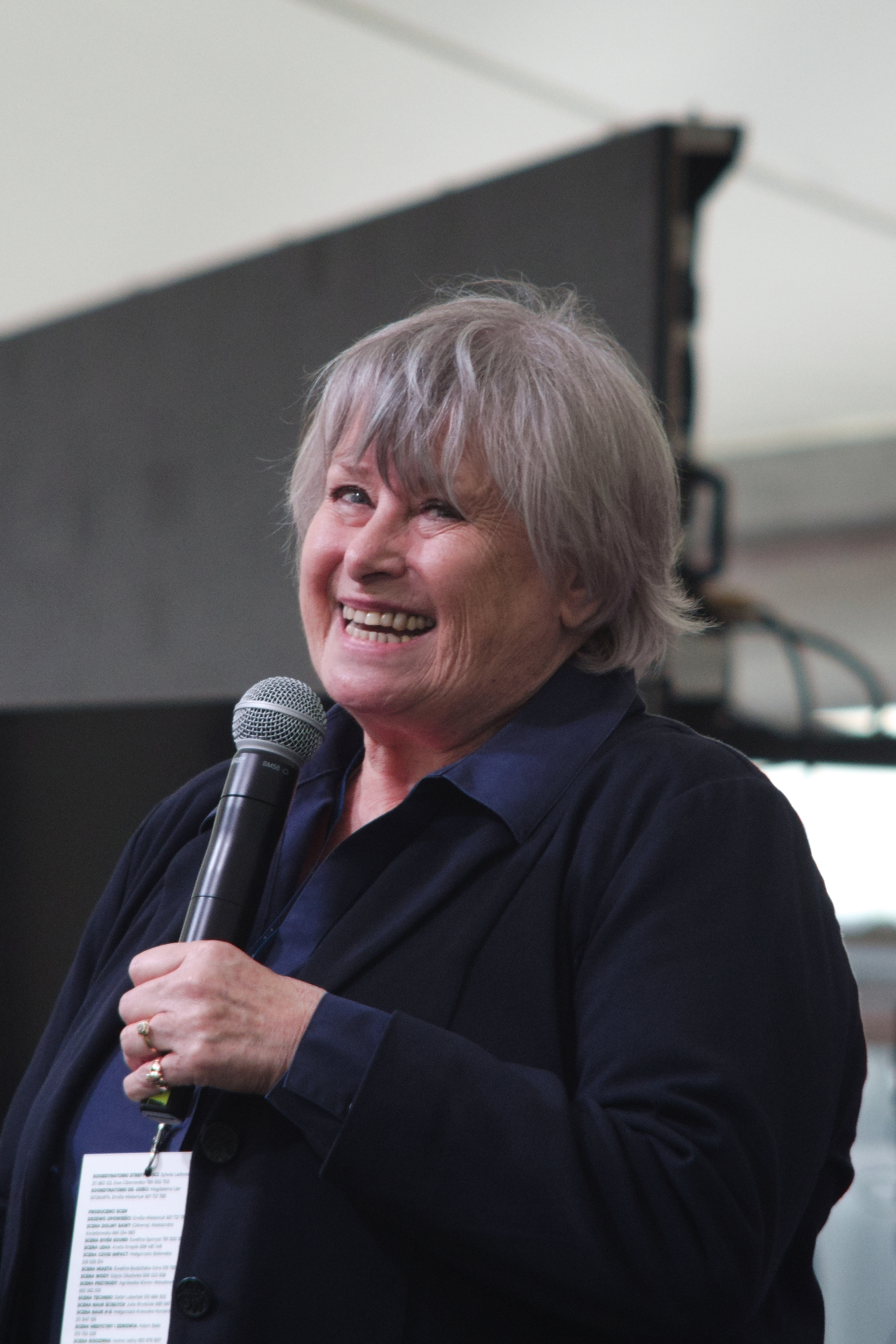
Bernadette Murphy (2021)

Bernadette Murphy ist eine englische Schriftstellerin. Sie wurde Anfang der 1960er Jahre in England geboren, wo sie auch aufwuchs.

## Leben
1983 besuchte sie im Urlaub ihren älteren Bruder in der Provence. Sie kam zurück nach England, kehrte aber bereits nach einer Woche wieder nach Frankreich zurück. Sie machte einen Abschluss in Kunstgeschichte, konnte aber nicht viel damit anfangen. In dieser Zeit starb ihre Schwester (circa 2007–2008). Sie war krank und dachte über einen anderen Beruf nach. Zu dieser Zeit war sie festangestellte Lehrerin an der Universität, fand an ihrem Beruf jedoch keinen gefallen. Sie fing an Bücher zu schreiben und ist seitdem freiberufliche Schriftstellerin. Sie schrieb die Bücher: Van Gogh´s ear: the true story und Lóreille de Van Goghr apport d´enquête. Sie hat das TV-Programm „Van Goghs Ear“ für die US-amerikanische Geschichtsserie „Secrets of the dead“ produziert und hält seitdem öffentliche Reden an Museen und Institutionen.

## Werke

### Bücher
- Bernadette Murphy: Van Gogh's Ear: The True Story. Hrsg.: Vintage. 2017, ISBN 978-1-78470-222-9.
- Bernadette Murphy: L'oreille de Van Gogh: rapport d'enquête. Hrsg.: ACTES SUD. 2017, ISBN 978-2-330-08461-5.